# LURAP1L
LURAP1L (англ. Leucine rich adaptor protein 1 like) – білок, який кодується однойменним геном, розташованим у людей на 9-й хромосомі. Довжина поліпептидного ланцюга білка становить 231 амінокислот, а молекулярна маса — 24 583.
| 10         |  | 20         |  | 30         |  | 40         |  | 50         |
| ---------- |  | ---------- |  | ---------- |  | ---------- |  | ---------- |
| MEDSPLPDLR |  | DIELKLGRKV |  | PESLVRSLRG |  | EEPVPRERDR |  | DPCGGSGGGG |
| GGGGGGGGCS |  | SSSSYCSFPP |  | SLSSSSSSSP |  | TSGSPRGSHS |  | SALERLETKL |
| HLLRQEMVNL |  | RATDVRLMRQ |  | LLVINESIES |  | IKWMIEEKAT |  | ITSRGSSLSG |
| SLCSLLESQS |  | TSLRGSYNSL |  | HDGSDGLDGI |  | SVGSYLDTLA |  | DDVPGHQTPS |
| DLDQFSDSSL |  | IEDSQALHKR |  | PKLDSEYYCF |  | G          |  |            |

A: Аланін

C: Цистеїн

D: Аспарагінова кислота

E: Глутамінова кислота

F: Фенілаланін

G: Гліцин

H: Гістидин

I: Ізолейцин

K: Лізин

L: Лейцин

M: Метіонін

N: Аспарагін

P: Пролін

Q: Глутамін

R: Аргінін

S: Серин

T: Треонін

V: Валін

W: Триптофан

Задіяний у такому біологічному процесі, як ацетилювання. 